# Cerastium arcticum
Cerastium arcticum là loài thực vật có hoa thuộc họ Cẩm chướng. Loài này được Lange mô tả khoa học đầu tiên năm 1880.